# Chiesa di Sant'Antonio da Padova (Argenta)
La chiesa di Sant'Antonio da Padova è la parrocchiale patronale di Benvignante, frazione del comune italiano di Argenta in provincia di Ferrara. Appartiene al vicariato di San Giorgio nell'arcidiocesi di Ferrara-Comacchio. Il luogo di culto risale al XVIII secolo. 

## Storia
Per iniziativa della famiglia Boiardi, di antica nobiltà ferrarese, venne edificato un primo piccolo luogo di culto in località Villa San Nicolò all'interno della vasta area di loro proprietà chiamata Benvignante (in seguito divenuta frazione). Il vescovo di Ferrara Tommaso Ruffo concesse che nella piccola chiesa, a partire dal 1727, venissero celebrati riti e funzioni religiosi per i fedeli del posto. La chiesa, dopo piccoli lavori di ampliamento, venne elevata a dignità parrocchiale dall'arcivescovo Ruggero Bovelli nel 1950 e due anni dopo tale funzione venne riconosciuta ai fini civili dal Presidente della Repubblica Italiana Luigi Einaudi. Nel 1964 l'edificio fu oggetto di un intervento di restauro conservativo e gli ultimi lavori che hanno interessato il piccolo tempio sono stati realizzati nel 2014 ed hanno riguardato il rifacimento della copertura del tetto.

## Descrizione

### Esterni
La chiesa si trova a Benvignante, frazione di Argenta in provincia di Ferrara, in posizione isolata rispetto al centro abitato ed a breve distanza dalla delizia Estense di Benvignante. Il complesso è formato, oltre che dal luogo di culto, dalla canonica e dalla sacrestia. La chiesa mostra orientamento verso sud e la facciata a capanna Neoclassica è semplice, rifinita ad intonaco e caratterizzata da quattro lesene che sorreggono il grande frontone triangolare. Il portale di accesso è architravato ed arricchito da un frontone curvilineo. La copertura del tetto è in coppi di laterizio.

### Interni
La navata interna è unica, ampliata da due cappelle laterali e caratterizzata da lesene che reggono la cornice. Il fonte battesimale storico in pietra di pregevole fattura si trova nella cappella a destra. Attraverso l'arco trionfale si accede al presbiterio leggermente rialzato e da questo si arriva alla sagrestia e poi alla canonica. Gli ultimi interventi per l'adeguamento liturgico sono stati realizzati nel 2013.